# Night Electric Night
Night Electric Night är det svenska industrimetal-bandet Deathstars tredje studioalbum, utgivet den 30 januari 2009 via Nuclear Blast. Första singeln hade premiär på den stockholmska radiostationen Bandit Rock. Albumet spelades in i Metrosonic Studios i New York och i Future Legends Studios i Stockholm.
Albumet spelades in under arbetstiteln Deathglam, efter bandets egen genrebeteckning. Den ändrades dock till Night Electric Night, då Whiplasher Bernadotte tröttnat på titeln, som han tyckte kändes för uppenbar.

## Låtförteckning
1. "Chertograd" (musik: Nightmare Industries, text: Whiplasher Bernadotte) – 4:45
2. "Night Electric Night" (musik: Nightmare Industries, text: Whiplasher Bernadotte) – 4:04
3. "Death Dies Hard" (musik: Nightmare Industries, text: Whiplasher Bernadotte) – 3:21
4. "The Mark of the Gun" (musik: Nightmare Industries, text: Whiplasher Bernadotte) – 4:02
5. "Via the End" (musik: Nightmare Industries, text: Whiplasher Bernadotte) – 4:07
6. "Blood Stains Blondes" (musik: Nightmare Industries, text: Whiplasher Bernadotte) – 3:15
7. "Babylon" (musik: Nightmare Industries och Rikard Löfgren, text: Whiplasher Bernadotte) – 4:18
8. "The Fuel Ignites" (musik: Nightmare Industries, text: Whiplasher Bernadotte) – 4:00
9. "Arclight" (musik: Nightmare Industries, text: Whiplasher Bernadotte) – 4:35
10. "Venus in Arms" (musik: Nightmare Industries och Cat Casino, text: Whiplasher Bernadotte) – 4:02
11. "Opium" (musik: Nightmare Industries, text: Whiplasher Bernadotte) – 3:43

### Bonusspår Gold Edition
1. "Night Electric Night" (The Night Ignites Remix) (remix av Skinny)
2. "Via the End" (Piano Version)
3. "Night Electric Night" (trummor: Adrian Erlandsson)

### Gold Edition bonus-DVD
Videor
1. "Death Dies Hard"
2. "Virtue to Vice"
3. "Blitzkrieg"
4. "Cyanide"
5. "Syndrome"
6. "Synthetic Generation"

Bonusmaterial
1. Making of "Death Dies Hard"
2. Making of "Virtue To Vice"
3. Making of "Blitzkrieg"
4. Making of "Cyanide"

### Anniversary Edition bonus CD
1. "Opium" (The God Particle Remix by Pzy-Clone/The Kovenant) – 4:46
2. "Trinity Fields" (Drop's Synthetic Evolution by Drop/Sybreed) – 5:02
3. "Babylon" (Underworld Lounge Remix by Nightmare Industries) – 4:07
4. "Chertograd" (Junkyard Baby Remix by Dope Stars Inc.) – 3:38
5. "Opium" (Nightfuture of Century Remix) – 6:39
6. "Babylon" (Remixed by Matt LaPlant) – 4:05
7. "Last Ammunition" (Xe-NONE Remix) – 4:20
8. "New Dead Nation" (Of These Hope) – 3:38
9. "The Fuel Ignites" (Catronics Child of Light Mix) – 5:01
10. "Division X" (Previously Unreleased) – 3:27
11. "Black Medicines" (Previously Unreleased) – 3:31
12. "Revolution Exodus" (Unreleased Demo) – 4:00
13. "Our God the Drugs" (Unreleased Demo) – 4:14
14. "Genocide" (Unreleased Demo) – 3:33
15. "The Fuel Ignites" (Fuel For Cowboys Remix by Skinny Disco) – 3:59
16. "Chertograd" (Necrocock Remix) – 2:19
17. "The Fuel Ignites" (Phoebus Remix) – 7:16

## Singlar
- "Death Dies Hard"

## Musiker
- Whiplasher Bernadotte – sång
- Nightmare Industries – gitarr, keyboard
- Cat Casino – gitarr
- Skinny Disco – elbas, bakgrundssång
- Bone W. Machine – trummor

## Listplaceringar
| Lista (2009)         | Högsta position |
| -------------------- | --------------- |
| Finnish Albums Chart | 32              |
| Sweden Hard Rock     | 1               |
| Sweden               | 10              |
| Germany              | 36              |
| German Alternative   | 7               |
| Austria              | 43              |
| Switzerland          | 69              |
| UK                   | 153             |
| UK Indie             | 19              |